# Watchers of Rule
Watchers of Rule è il sesto album in studio del gruppo metalcore statunitense Unearth, pubblicato nel 2014.

## Tracce
1. Intro – 0:43
2. The Swarm – 3:24
3. Lifetime in Ruins – 4:12
4. Guards of Contagion – 3:16
5. From the Tombs of Five Below – 3:35
6. Never Cease – 3:25
7. Trail to Fire – 3:30
8. To the Ground – 3:15
9. Burial Lines – 3:04
10. Birth of a Legion – 3:11
11. Watchers of Rule – 3:25

## Formazione
Gruppo
- Trevor Phipps - voce
- Buz McGrath - chitarre
- Ken Susi - chitarre, cori
- Nick Pierce - batteria

Ospiti
- Mark Morton - basso